# Senkivka, Horodnea
Senkivka (în ucraineană Сеньківка) este localitatea de reședință a comunei Senkivka din raionul Horodnea, regiunea Cernihiv, Ucraina.

## Demografie
Componența lingvistică a localității Senkivka
     Ucraineană (95,79%)
     Rusă (2,34%)
     Belarusă (1,87%)
Conform recensământului din 2001, majoritatea populației localității Senkivka era vorbitoare de ucraineană (95,79%), existând în minoritate și vorbitori de rusă (2,34%) și belarusă (1,87%).